# Bouqras
Bouqras (àrab: بقرص, Buqraṣ) és un jaciment arqueològic del primer neolític situat a uns 35 quilòmetres de Deir ez-Zor, a Síria. Es tracta d'un tel de grans dimensions (5 ha), de forma ovalada, que va ser ocupat aproximadament entre el 7400 i el 6200 aC.

## Excavació
El tel va ser descobert l'any 1960 pel geomorfòleg holandès Willem van Liere. Va ser excavat entre 1960 i 1965 per Henri de Contenson i per van Liere i, més tard, entre 1976 i 1978, per Peter Akkermans, Maurits van Loon, J. J. Roodenberg i H. T. Waterbolk.

## Construcció

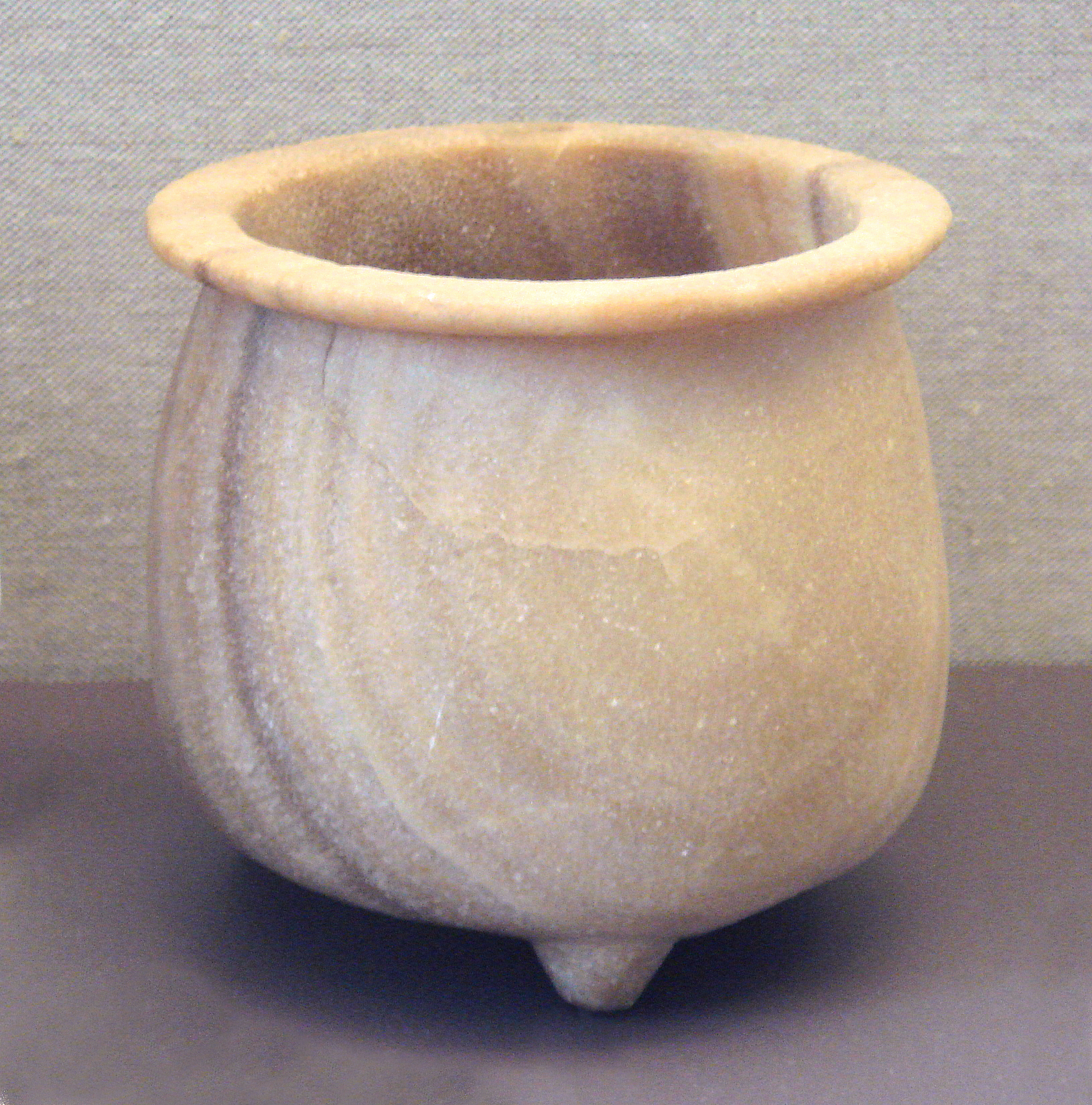
Vas tripoïdal trobat a Bouqras (VII mil·lenni aC). Museu del Louvre.

Les excavacions van descobrir que el túmul tenia aproximadament 4,5 metres de profunditat i mostrava evidències d'onze períodes d'ocupació repartits durant almenys 1000 anys, entre ca. 7400 i 6200 aC. Els primers nivells, de l'11 al 8, van mostrar l'ocupació preceràmica del Neolític primerenc, que evoluciona a etapes amb ceràmica dels nivells 7 a l'1. Es van recuperar més de 7000 fragments de ceràmica.
El material dels nivells superiors era visible a la superfície quan es va descobrir el tel. La disseny i disposició de les cases sembla haver estat ben planificat, amb disposicions similars de les habitacions, les entrades, els fogons, entre d'altres característiques. Les cases eren fetes de maons de fang i generalment de forma rectangulars, amb tres o quatre habitacions.

## Cultura
Sembla que Bouqras es va desenvolupar de manera aïllada, amb pocs assentaments propers. Els interiors dels edificis presentaven parets arrebossades de color blanc amb l'ús ocasional d'ocre vermell per a la decoració amb algunes imatges d'ocells. En etapes avançades de l'assentament, sembla que podria haver estat habitat per entre 700 i 1000 persones. S'hi van trobar grans quantitats d'obsidiana que suggereixen enllaços amb l'Anatòlia. També s'hi va trobar un grup distintiu de recipients de pedra calcària, alabastre i guix fets amb materials locals, i granadures arrodonides o cilíndriques fetes d'os, petxina, pedres verdes, cornalina i dentali. Es van recuperar un fragment de polsera i un penjoll d'alabastre per a la decoració personal.

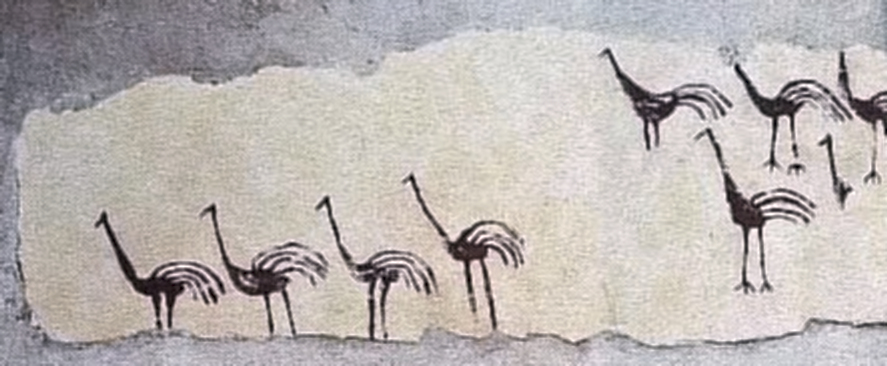
Pintura mural de Bouqras.

S'hi van trobar diversos segells de pedra i un d'alabastre i un de jadeïta, amb patrons rectilinis incisos juntament amb algunes figuretes d'argila. La ceràmica va aparèixer a partir del tercer nivell d'habitació, inclòs un recipient fet de guix blanc. Altres recipients estaven fets amb fragments gruixuts i fins i tot amb palla i sorra barrejades. Alguns fragments trobats estaven brunyits o pintats de vermell, un dels quals va aparèixer amb un triangle pintat. Les puntes de fletxa recuperades incloïen puntes d'estil Biblos i dos tipus de puntes Amuq juntament amb altres dos dissenys propis. El sílex era generalment d'un tipus fi gris fosc o marró, d'extracció local.

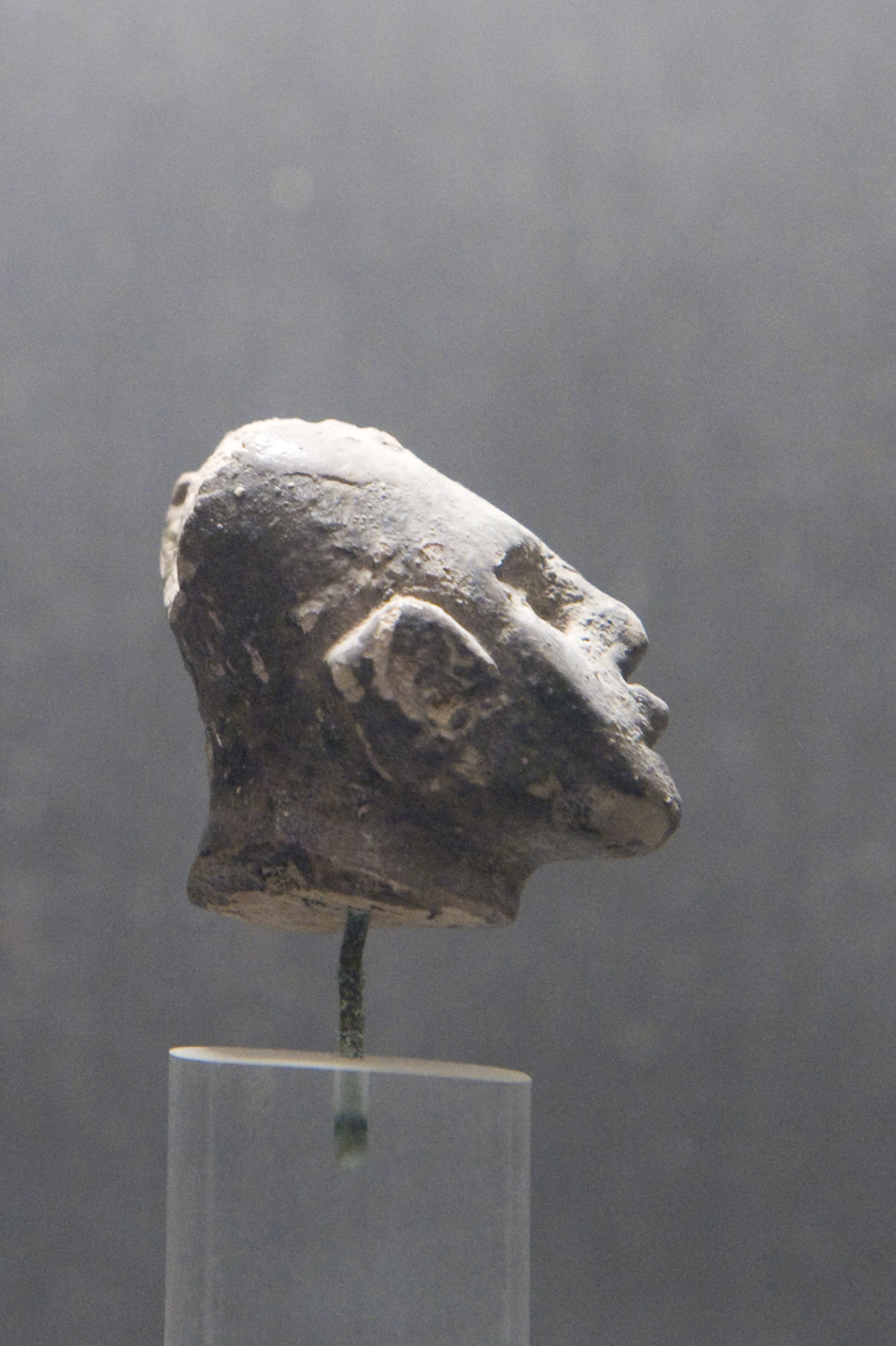
Cap d'una figureta masculina trobada a Bouqras (6400-5900 aC). Es creu que formava part d'un culte als avantpassats. Els ulls profunds suggereixen que originàriament anaven pintats.

## Agricultura i domesticació animal
Willem van Zeist va fer estudis paleobotànics sobre restes vegetals carbonitzades recuperades al jaciment mitjançant la flotació d'aigua, el que va demostrar que l'agricultura de pluja es practicava a Bouqras, incloent-hi el cultiu de pisana, espelta petita i blat, ordi nu i pelat, pèsols i llenties. Les fulles de falç, molins i percutors apareixen en les primeres etapes a Bouqras, però no en etapes posteriors. El White Ware (un tipus de guix calcari) s'havia fet servir com a coberta impermeabilitzadora de cistells.
Les restes d'ovelles i cabres van representar al voltant del 80% dels 5800 fragments identificables trobats a Bouqras. Altres restes faunístiques corresponen a porcs i bovins, la domesticació dels quals és incerta. També s'hi caçava el cérvol, la gasela i l'onagre.